# 국회 푸락치
"국회 푸락치"는 1974년에 개봉한 대한민국의 영화이다.

## 캐스팅
- 박근형
- 박암
- 정욱
- 문오장
- 민지환
- 이일웅
- 이종만
- 김무영
- 이강조
- 최무웅
- 최인숙
- 남수정
- 김기종
- 장민호
- 고설봉
- 강계식
- 김소조
- 최삼
- 박동룡
- 정규영
- 김영인
- 조대건
- 황건
- 최민규
- 박병기
- 김승남
- 최재호
- 김경란
- 송일근
- 안진수
- 최준
- 이예성
- 지용남
- 황인철
- 이예민
- 김월성
- 최성규
- 임해림
- 나갑성
- 김기범
- 이승열
- 윤일주